# 回轉變流機
回轉變流機或称旋转电流互感器是一种电机，通常作为机械整流器，逆变器或变频器使用。因其转换效率高于电动发电机，在铁路直流电气化初期得到广泛使用。

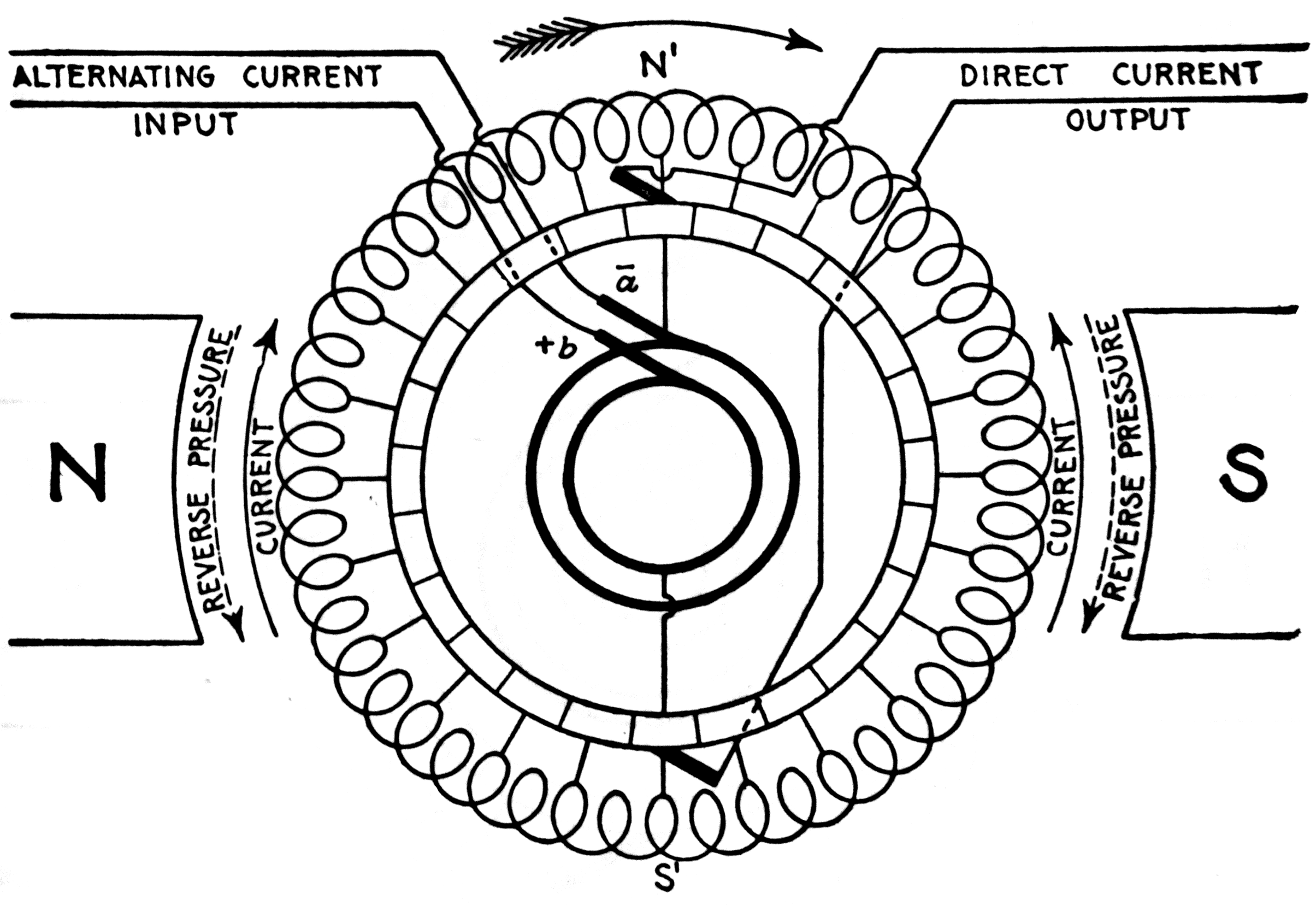
简单的单相变流机的示意图。

在旋转式电流互感器中，转子和绕组由交流和直流共同分享，直流侧引线连接到每个换向片，直流电动机 / 发电机的结构通过两组电刷连接到直流负载侧。从该绕组中等分成三部分的交流侧引线是电枢旋转式同步电动机的结构，该电动机通过滑环连接到三相交流电源侧。由于电流引起的电枢反应被交变绕组和直接绕组抵消，并且由于它能够处理比相同尺寸的电动发电机系统大得多的电功率，因此被广泛用于铁路直流发电机中。
由于换向器绝缘的问题，难以稳定地制造电压超过800V的旋转电流互感器。电动发电机和旋转电流互感器都是可逆的，从而可以将电能再生到电源侧。

## 历史
回轉變流機由Charles S.Bradley于1888年发明。这种AC / DC转换器的典型用途是用于铁路电气化，在这种场景下，市电作为交流电提供，但火车设计为采用直流电工作。在发明水銀整流器和大功率半导体整流器之前，这种转换只能使用电动发电机或旋转转换器来完成。例如，旋转电流互感器用于日本信越本線上横川站与輕井澤車站之间碓冰峠式区间的电气化。